# 亢宿增五
室女座106，又名BD-06 4009，HD 126927、SAO 139957、HR 5410，是室女座的一颗恒星，视星等为5.42，位于銀經341.13，銀緯48.62，其B1900.0坐标为赤經14h 23m 25.1s，赤緯-6° 48.62′ 5″。